# Lac de Kochel
Le lac de Kochel se trouve à 70 km au sud de Munich en Haute-Bavière. Il est bordé par le territoire de la commune de Schlehdorf à l'ouest et par celui de la commune de Kochel am See à l'est. 